# Cnidanthus polaris
Cnidanthus polaris är en havsanemonart som först beskrevs av Clubb 1908.  Cnidanthus polaris ingår i släktet Cnidanthus och familjen Actinostolidae. Inga underarter finns listade i Catalogue of Life.